# بیمارستان مرکزی ووهان
بیمارستان مرکزی ووهان (چینی: 武汉市中心医院)، یک بیمارستان سطح سوم واقع در ناحیه جیانگان در ووهان، هوبئی، چین است. این بیمارستان در سال ۱۸۸۰ به‌عنوان یک درمانگاه، تحت نظر کلیسای کاتولیک هانکو تأسیس شد. بعداً در سال ۱۸۹۳ گسترش یافت و به بیمارستان کاتولیک تغییر نام داد.

## کارکنان برجسته
بیمارستان جایی بود که دکتر چشم پزشک لی ون‌لیانگ، از شیوع ویروسی که در ادامه به شیوع کروناویروس در چین و فراتر از آن پیوند داده شد، آگاهی یافت. لی بعداً با دریافت ویروس از یکی از بیماران آلوده شد و در ۷ فوریه سال ۲۰۲۰ در بیمارستان درگذشت.